# Espartinas
Espartinas – gmina w Hiszpanii, w prowincji Sewilla, w Andaluzji, o powierzchni 22,74 km². W 2011 roku gmina liczyła 14 217 mieszkańców. Pochodzenie Espartinas pochodzi z epoki rzymskiej i założenia osiedli Lauretum, Tablante, Paterna, Villalvilla i Mejina.